# Dovers Crater
Der Dovers Crater ist ein etwa 100 m hoher Vulkankrater auf der Insel Heard im südlichen Indischen Ozean. Er ragt auf der Azorella-Halbinsel im Norden der Insel auf.
Der australische Geologe Robert George Dovers (1921–1981), Namensgeber des Kraters, errichtete 1948 bei einer Kampagne der Australian National Antarctic Research Expeditions auf seinem Südrand einen Fixpunkt für trigonometrische Vermessungen.